# Wereldbeker schaatsen 2023/2024 - Wereldbeker 1
De Wereldbeker schaatsen 2023/2024 Wereldbeker 1 was de eerste wedstrijd van het wereldbekerseizoen die van 10 tot en met 12 november 2023 plaatsvond in de Meiji Hokkaido-Tokachi Oval in Obihiro, Japan. Voor het eerst stond de gemengde aflossing officieel op het programma.

## Tijdschema
| Datum                | Tijd (CET) | Onderdeel                                                                                              |
| -------------------- | ---------- | --- |
| Vrijdag 10 november  | 6:30       | 1e 500 m vrouwen 1e 500 m mannen 1000 m vrouwen 1000 m mannen massastart vrouwen massastart mannen     |
| Zaterdag 11 november | 6:30       | 2e 500 m vrouwen 1500 m mannen 1500 m vrouwen ploegenachtervolging mannen ploegenachtervolging vrouwen |
| Zondag 12 november   | 6:30       | 2e 500 m mannen 3000 m vrouwen 5000 m mannen gemengde aflossing                                        |

## Podia

### Mannen
| Wedstrijd            | Goud                                                          | Tijd              | Zilver                                                   | Tijd              | Brons                                                    | Tijd              |
| 1e 500 m             | Tatsuya Shinhama Japan                                        | 34,52             | Wataru Morishige Japan                                   | 34,69             | Yuma Murakami Japan                                      | 34,82             |
| 2e 500 m             | Wataru Morishige Japan                                        | 34,64             | Tatsuya Shinhama Japan                                   | 34,69             | Jordan Stolz Verenigde Staten                            | 34,94             |
| 1000 m               | Masaya Yamada Japan                                           | 1.08,35           | Ning Zhongyan China                                      | 1.08,54           | Jordan Stolz Verenigde Staten                            | 1.08,78           |
| 1500 m               | Masaya Yamada Japan                                           | 1.45,57           | Jordan Stolz Verenigde Staten                            | 1.45,59           | Ning Zhongyan China                                      | 1.45,59           |
| 5000 m               | Patrick Roest Nederland                                       | 6.10,99           | Davide Ghiotto Italië                                    | 6.12,90           | Sander Eitrem Noorwegen                                  | 6.13,80           |
| Massastart           | Bart Hoolwerf Nederland                                       | 60 punten 7.45,78 | Bart Swings België                                       | 41 punten 7.45,80 | Livio Wenger Zwitserland                                 | 20 punten 7.45,81 |
| Ploegenachtervolging | Noorwegen Sander Eitrem Peder Kongshaug Sverre Lunde Pedersen | 3.40,83           | Italië Davide Ghiotto Andrea Giovannini Michele Malfatti | 3.42,78           | Verenigde Staten Ethan Cepuran Casey Dawson Emery Lehman | 3.43,57           |

### Vrouwen
| Wedstrijd            | Goud                                         | Tijd              | Zilver                                                   | Tijd              | Brons                                       | Tijd              |
| 1e 500 m             | Kimi Goetz Verenigde Staten                  | 37,82             | Erin Jackson Verenigde Staten                            | 37,89             | Femke Kok Nederland                         | 37,93             |
| 2e 500 m             | Femke Kok Nederland                          | 37,89             | Jutta Leerdam Nederland                                  | 38,00             | Kimi Goetz Verenigde Staten                 | 38,13             |
| 1000 m               | Jutta Leerdam Nederland                      | 1.14,57           | Miho Takagi Japan                                        | 1.14,68           | Kimi Goetz Verenigde Staten                 | 1.14,75           |
| 1500 m               | Miho Takagi Japan                            | 1.54,54           | Antoinette Rijpma-de Jong Nederland                      | 1.56,23           | Kimi Goetz Verenigde Staten                 | 1.56,56           |
| 3000 m               | Ragne Wiklund Noorwegen                      | 4.01,88           | Momoka Horikawa Japan                                    | 4.03,42           | Antoinette Rijpma-de Jong Nederland         | 4.03,71           |
| Massastart           | Ivanie Blondin Canada                        | 60 punten 8.25,11 | Esther Kiel Nederland                                    | 40 punten 8.25,45 | Mia Kilburg-Manganello Verenigde Staten     | 20 punten 8.25,58 |
| Ploegenachtervolging | Japan Momoka Horikawa Ayano Sato Miho Takagi | 2.58,03           | Canada Ivanie Blondin Valérie Maltais Isabelle Weidemann | 2.59,25           | Nederland Reina Anema Joy Beune Esther Kiel | 3.01,29           |

### Gemengd
| Wedstrijd | Goud                           | Tijd    | Zilver                             | Tijd    | Brons                                               | Tijd    |
| Aflossing | Nederland Femke Kok Wesly Dijs | 2.55,53 | Polen Karolina Bosiek Damian Żurek | 2.56,12 | Verenigde Staten Kimi Goetz Conor McDermott-Mostowy | 2.57,63 |